# Yvette Estermann

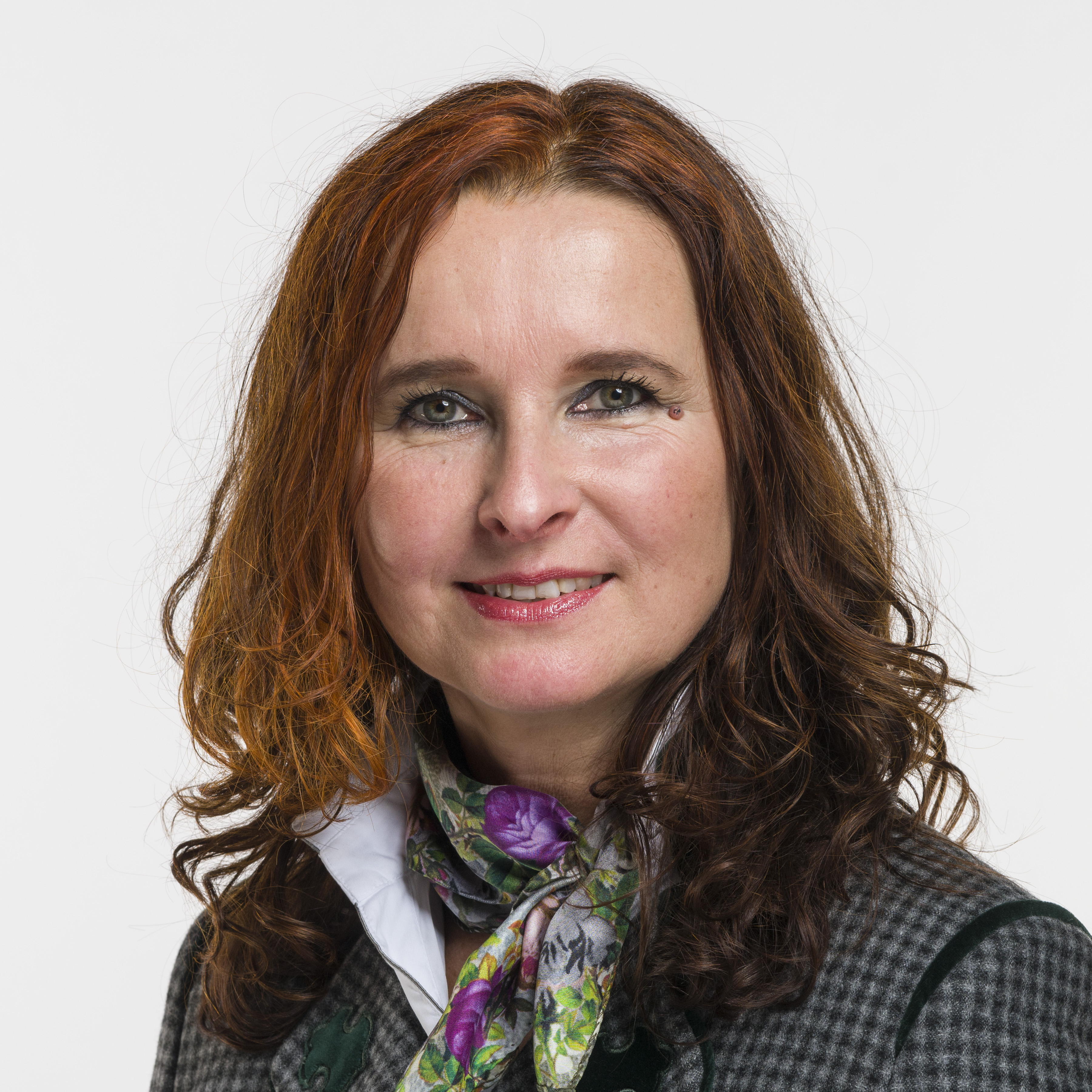
Yvette Estermann (2019)

Yvette Estermann (geboren als Iveta Gavlasová; * 26. Februar 1967 in Bratislava, Tschechoslowakei; heimatberechtigt in Rickenbach LU) ist eine Schweizer Politikerin (SVP). Sie war von 2007 bis 2023 Nationalrätin.

## Biografie
Nach dem Besuch des Gymnasiums in Senec studierte sie von 1985 bis 1993 Medizin an der Comenius-Universität in Bratislava. Sie schrieb eine Arbeit über den Morbus Crohn im Kindesalter und schloss 1993 mit dem Staatsexamen ab. Nachdem Estermann jahrelang den Titel Dr. med. in der Schweiz geführt hatte, wurde ihr im Sommer 2012 das Recht dazu aberkannt, da sie über eine Ausbildung als sogenannter Berufsdoktor, der in der Slowakei allen Absolventen des Medizinstudiums zusammen mit dem Abschlussdiplom verliehen wird, verfügt, nicht aber über einen in der Schweiz anerkannten Doktortitel. Sie darf aber den in der Slowakei erworbenen Titel MU Dr., Comenius-Universität in Bratislava führen.
1993 wanderte sie zu ihrem Mann nach Kriens aus und bildete sich von 1994 bis 1996 in Luzern und Basel in klassischer Homöopathie weiter. 1995 eröffnete sie eine eigene Praxis für Komplementärmedizin und Homöopathie in Luzern. 1999 erhielt sie das Schweizer Bürgerrecht, sie ist slowakisch-schweizerische Doppelbürgerin. Im Jahr 2000 trat sie der SVP bei.
Seit 2003 ist sie Inhaberin eines Beratungsunternehmens. Von 2004 bis 2005 war sie Verwaltungsrätin der Cosmos AG, welche die Freie Universität Teufen – eine sogenannte Titelmühle – betrieb. Gemeinsam mit Manuel Brandenberg und ihrem Mann, Richard, gründete sie Anfang 2010 die Yvette-Estermann-Stiftung, die sie auch präsidiert. Die Stiftung wird als «eigennützig» kritisiert, sie diene bloss «der Wahlunterstützung» für Frau Estermann.
Yvette Estermann ist verheiratet, Mutter eines Sohnes und wohnt in Kriens. 2014 veröffentlichte sie ihre Autobiografie unter dem Titel Erfrischend anders. Mein Leben – Fragen und Ansichten.

## Politik
Im Jahr 2005 wurde sie als erste Luzerner SVP-Frau in den Grossen Rat des Kantons Luzern gewählt, und bereits zwei Jahre später, bei den Wahlen 2007, erfolgte die Wahl in den Nationalrat, dort war sie stellvertretende Fraktionspräsidentin. Mit dem Ende der Legislaturperiode trat sie 2023 zurück. Im Nationalrat war sie Mitglied in der Aussenpolitischen Kommission, der Geschäftsprüfungskommission und in der Kommission für soziale Sicherheit und Gesundheit.

## Publikationen
- Erfrischend anders. Mein Leben – Fragen und Ansichten. Orell Füssli, Zürich 2014, ISBN 978-3-280-05530-4.